# Benny Grima
Benny Grima (ur. 8 marca 1954 w Naxxar) – maltański piosenkarz, autor tekstów i artysta uliczny.

## Życiorys
Pochodzi z muzycznej rodziny, jego ojciec był akordeonistą. Jest ojcem Reubena Grimy znanego jako DJ Ruby, jednego z najbardzej znanych maltańskich DJ-ów. 
W wieku 13 lat wraz z dwoma braćmi: Pilipem i Josephem P oraz Dennisem Abelą założył zespół o nazwie Harmonic Sound, w którym był gitarzystą i wokalistą. W 1977 grupa zmieniła nazwę na The Rookies, zaś nowym perkusistą został Emanuel Cardona. 
W lipcu 1977 grupa wydała pierwszy singiel na którym znalazły się dwa jego utwory Hija i Nirrispetak. W 1978 kolejny z utworami Lura Malta i Blue Lagoon. 
W piosenkach The Rookies można usłyszeć także głos żony Benniego Tonii, razem z którą od 1985 roku tworzy duet Benny u Tonia. Ich największym przebojem był utwór z 1988 Forza Malta poświęcony reprezentacji Malty w piłce nożnej.
Benny Grima jest jednym z najpopularniejszych artystów ulicznych na Malcie. Można go spotkać w Valletcie na Republic Street, gdzie gra na mandolinie i śpiewa piosenki w wielu językach.